# Estados Frontera (en Europa del Este)

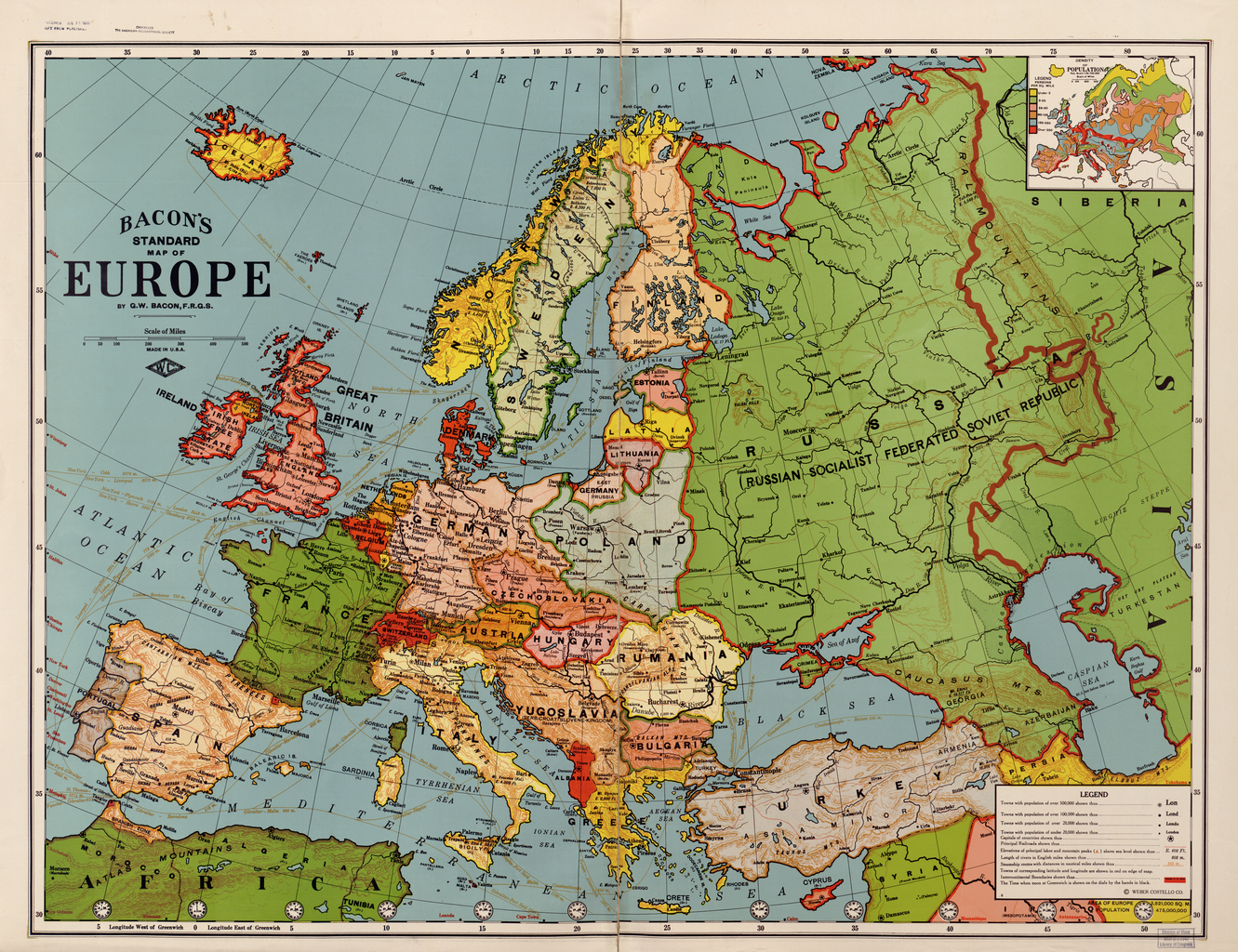
Mapa británico de Europa en el periodo inmediatamente posterior a la Primera Guerra Mundial y el derrocamiento del imperio zarista en Rusia (verde). Entre los cambios está el establecimiento de los estados independientes de Estonia, Letonia, Lituania, Polonia, Checoslovaquia, y Yugoslavia (a la derecha del centro)

Estados de frontera fue un término político usado en el Oeste pòco antes de la Segunda Guerra Mundial y que refiere a las naciones europeas que ganaron su independencia del Imperio ruso luego de la Revolución Rusa de 1917 y el tratado de Brest-Litovsk que condujo finalmente la derrota del Imperio alemán y de Austria-Hungría durante la Primera Guerra Mundial. Durante el periodo de la entreguerra en el siglo XX las naciones de Europa Occidental implementaron una política de estados de  frontera que buscaba unir estas naciones contra la Unión Soviética y el expansionismo comunista. Los estados de frontera eran intercambiables: Finlandia, Estonia, Letonia, Lituania, Polonia, Rumanía, y, hasta su anexión a la Unión Soviética, Bielorrusia  y Ucrania.